# 베센 피오니어스
베센 피오니어스(Vaessen Pioniers)는 혼크발 호프트클라시의 프로 야구 팀이다. 네덜란드 호프드랍을 연고로 하고 있다.